# Auriscalpium andinum
Auriscalpium andinum är en svampart som först beskrevs av Narcisse Theophile Patouillard, och fick sitt nu gällande namn av Ryvarden 2001. Auriscalpium andinum ingår i släktet Auriscalpium och familjen Auriscalpiaceae.   Inga underarter finns listade i Catalogue of Life.